# WTA German Open 1972
Il WTA German Open 1972 è stato un torneo di tennis giocato sulla terra rossa. È stata la 61ª edizione del German Open, che fa del Women's International Grand Prix 1972. Si è giocato ad Amburgo in Germania dal 5 all'11 giugno 1973.

## Campionesse

### Singolare
Helga Masthoff ha battuto in finale  Linda Tuero con il punteggio di 6–3, 3–6, 8–6.

### Doppio
Helga Masthoff /  Heide Orth hanno battuto in finale  Wendy Overton /  Valerie Ziegenfuss con il punteggio di 6–3, 2–6, 6–0.